# Sergej Fjodorovič Želtuhin
Sergej Fjodorovič Želtuhin (rusko Серге́й Фёдорович Желту́хин), ruski general, * 1776, † 1833.
Bil je eden izmed pomembnejših generalov, ki so se borili med Napoleonovo invazijo na Rusijo; posledično je bil njegov portret dodan v Vojaško galerijo Zimskega dvorca.

## Življenje
16. novembra 1784 je vstopil v Izmailovski polk in bil leta 1797 povišan v zastavnika ter 1. aprila 1804 v polkovnika. V letih 1805 in 1806-07 se je bojeval proti Francozom ter v letih 1808-11 proti Turkom. 22. septembra 1808 je bil imenovan za poveljnika Sibirskega grenadirskega polka ter 2. julija 1809 za poveljnika Penzaškega mušketirskega polka; slednji je bil 19. oktobra 1810 preoblikovan v 45. lovski polk). 
28. septembra 1810 je bil povišan v generalmajorja. Udeležil se je bitke za Leipzig in za Hamburg. 2. februarja 1819 je postal poveljnik 13. pehotne divizije. 12. decembra 1824 je bil povišan v generalporočnika.
1. januarja 1827 je postal poveljnik 18. pehotne divizije, nato pa je postal poveljnik začasne divizije 4. pehotnega korpusa ter zatem še 12. pehotne divizije. 20. aprila 1829 je bil imenovan za poveljnika rezervne pehote 2. armade. 
11. decembra 1829 je bil razrešen vseh položajev in dan na razpolago vojski.